# Evi Seibert
Evelyn „Evi“ Seibert (* 7. Juni 1961) ist eine deutsche Radio- und Fernsehmoderatorin, Journalistin und Sprecherin.

## Leben
Von 1982 bis 1983 moderierte Seibert zusammen mit Peter Gorski die Videoclip-Sendung Pop Stop des Bayerischen Fernsehens im ARD-Nachmittagsprogramm, eine Art Vorläufer zur späteren erfolgreichen ARD-Musikvideo-Sendung Formel Eins. 1984 war sie eine der drei Moderatorinnen der kurzzeitig gesendeten Musikshow Flashlights im ZDF; zusammen mit Dhana Moray und der Japanerin Hiroko Murata.
Bekannt wurde sie als Radiomoderatorin in der Sendung Pop Shop bei SWF3, dem Vorgänger des heutigen SWR3. Dort arbeitete sie auch als Moderatorin und Korrespondentin, bis 2009 war sie in der Informations-Sendung Nun am Mittag zu hören. Sie moderierte in regelmäßigen Abständen sonntags die Quiz- und Interviewsendung Evi-Show und bei SWR2 das Sonntagsfeuilleton.
1986 moderierte sie zusammen mit Eisi Gulp das Anti-WAAhnsinns-Festival im bayerischen Burglengenfeld vor 100.000 Zuschauern.
1990 löste sie Reinhold Beckmann als Moderator der Off-Show im WDR Fernsehen (neben Helge Schneider) ab. Des Weiteren arbeitet Seibert für Die Sendung mit der Maus als Sprecherin in den Einspielfilmen von Christoph Biemann. Seibert war auch Moderatorin der Fernsehsendungen Kopfball, Aktuelle Stunde und WDR Punkt Köln des WDR Fernsehens. Ebenfalls für den WDR trat sie als Französisch sprechende Co-Moderatorin für den Rockpalast auf dem Midem-Festival 1986 in Cannes auf.
Im Februar 2007 übernahm sie die Moderation der Lokalzeit aus Bonn. Die letzte Lokalzeit moderierte Evi Seibert am 27. Juni 2009. Danach wechselte sie als ARD-Hörfunkkorrespondentin nach Frankreich. 2012 übernahm sie die Leitung des ARD-Hörfunkstudios Paris. Seit Februar 2015 ist sie als Hörfunkkorrespondentin des SWR im ARD-Hauptstadtstudio in Berlin tätig. 2018 übernahm sie die Leitung des SWR-Hauptstadtstudios in Berlin.
Evi Seibert moderierte auch gelegentlich das Lufthansa-Inflight-Radio, das auf Langstrecken verfügbar ist. 2016 veröffentlichte sie zusammen mit der Frankreich-Korrespondentin Daniela Kahls das Buch „111 Gründe, Frankreich zu lieben: Eine Liebeserklärung an das schönste Land der Welt“.